# Otmuchów
Otmuchów (Duits: Ottmachau) is een stad in het Poolse woiwodschap Opole, gelegen in de powiat Nyski. De oppervlakte bedraagt 27,83 km², het inwonertal 5317 (2005).

## Verkeer en vervoer

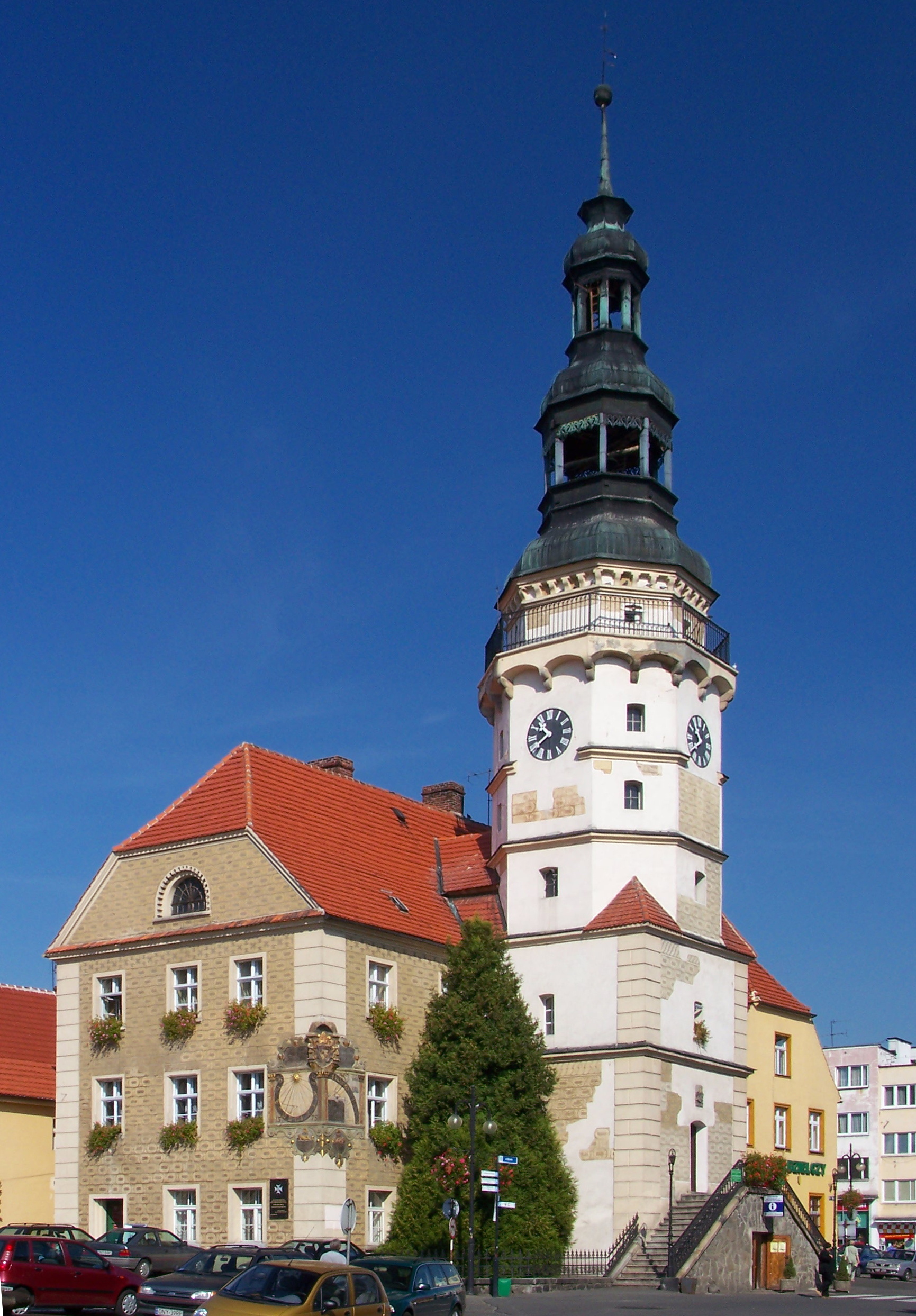
Otmuchów

- Station Otmuchów